# 黑龙堰站
黑龙堰站是一个汉丹线上的铁路车站，位于湖北省襄樊市襄阳区牛首镇，建于1960年，目前为四等站，邮政编码为441134。目前客运：办理旅客乘降；行李、包裹托运；货运：办理整车货物发到。